# Президентские выборы в Германии (1919)
Выборы президента германского государства (нем. Reichspräsidentenwahl) — первые в истории Германии выборы сменяемого главы государства. Произведены голосованием Учредительного германского национального собрания 11 февраля 1919 года, в ходе Ноябрьской революции (1918—1919). Голосование произведено спустя месяц после и подавления попытки захвата власти левыми социал-демократами, восстания в Берлине (5—12 января 1919) и вскоре после избрания Собрания всенародным голосованием (19 января 1919).
Выборы проведены в один тур среди четырех кандидатов. Президентом с результатом 73,1 % (277 голосов из общего числа 379) избран кандидат от Социал-демократической партии Германии Фридрих Эберт.

## Результаты голосования
- Фридрих Эберт (Социал-демократическая партия Германии) — 277 голосов
- граф Артур фон Посадовский-Венер (Немецкая национальная народная партия) — 49 голосов
- Филипп Шейдеман (Социал-демократическая партия Германии) — 1 голос
- Маттиас Эрцбергер (Партия центра) — 1 голос

Недействительным признан 51 бюллетень (предположительно, они принадлежали депутатам от Независимой социал-демократической партии Германии, соратникам убитых в ходе Январского восстания Карла Либкнехта и Розы Люксембург).
Помимо СДПГ, Эберта поддержали две другие политические группы, сформировавшиеся в Учредительном собрании — Партия центра и либеральная Немецкая демократическая партия. Депутаты от Народной партии голосовали за собственного кандидата.